# Xã Nance, Quận Beadle, Nam Dakota
Xã Nance (tiếng Anh: Nance Township) là một xã thuộc quận Beadle, tiểu bang Nam Dakota, Hoa Kỳ. Năm 2010, dân số của xã này là 36 người.